# Warkworth Castle
Warkworth Castle är ett slott i Storbritannien.   Det ligger i grevskapet och kommunen Northumberland i riksdelen England, i den centrala delen av landet, 400 km norr om huvudstaden London. Warkworth Castle ligger 23 meter över havet.
Terrängen runt Warkworth Castle är platt. Havet är nära Warkworth Castle österut. Runt Warkworth Castle är det ganska tätbefolkat, med 78 invånare per kvadratkilometer. Närmaste större samhälle är Amble, 2,2 km sydost om Warkworth Castle. Trakten runt Warkworth Castle består i huvudsak av gräsmarker.